# Martin Ellerby
Martin Ellerby (* 1957 in Worksop, England) ist ein englischer Komponist.

## Leben
Martin Ellerby studierte am Royal College of Music bei Joseph Horovitz und William Lloyd Webber sowie privat bei Wilfred Josephs Er ist ein Komponist von internationaler Bekanntheit, dessen Werke weltweit aufgeführt werden. Seine Werke sind in mehr als 70 CD-Aufnahmen vertont. Er komponiert für Sinfonieorchester, Chor, Sinfonisches Blasorchester, Brass Band, Ballett, Solowerke und Kammermusik.
Neben seiner Tätigkeit als Komponist ist er Visiting Professor am Headquarters Music Services der britischen Royal Air Force und künstlerischer Direktor des Musikverlags Studio Music Company in London sowie Senior Producer bei Polyphonic Records. In seiner ehemaligen Position als Head of Composition and Contemporary Music at the London College of Music and Media war es sein Anliegen, möglichst viele Kompositionen seiner Studenten auch auf die Bühne zu bringen.
Zu seinen bekannten Werken zählt Dona Nobis Pacem (1995), eine Auftragskomposition zum 50-jährigen Jubiläum des Endes des Zweiten Weltkriegs.

## Werke
- Four Miniatures (1980)
- Concerto for Brass (1980/81)
- Sonata in Blue (1984 rev.1989)
- Songs of the American Dream (1984)
- Nocturnes (1984)
- Andalusian Preludes (1986 rev.1988)
- Epitaph I: Souviens-Toi (Oradour-sur-Glane) (1986)
- Tuba Concerto (1988)
- Epitaph II: Desert Flowers (El-Alamein) (1988)
- Prelude for Hampstead Heath (1989)
- Missa Brevis (1989)
- Piano Sonata No. 1 (1989/90)
- Epitaph III: Vocalise (Katyn Wood) (1991)
- Natalis – Symphony for Brass/Wind & Percussion (Sinfonia No. 1) (1993)
- Paris Sketches (Homages for Band) (1994)
- Mercurial Dances (1994/95)
- Euphonium Concerto (1994/95)
- Dona Nobis Pacem (1995)
- Vistas (1995)
- Evocations (1996)
- Epitaph IV: Lux Aeterna (Lidice) (1996)
- Requiescant Aberfan – Symphonic Elegy No. 1 for Brass/Wind & Percussion (1996)
- New World Dances (1996)
- Symphony for Winds (Sinfonia No. 2) (1997)
- Charismatic Cats (1997)
- Venetian Spells (1997)
- Tenor Horn Concerto (1998)
- Tristan Encounters – Prelude and Transfigurations for Brass/Wind & Percussion (1998)
- Divertimento (1998/99)
- Postcards from Provence (1999/2000)
- The ‘Big Easy’ Suite (New Orleans) (2000)
- Trombone Concerto (2000)
- Clarinet Concerto (2000)
- Ovation – Celebratory Prelude (2000)
- Looping the Loop (Chicago-Hop) (2001)
- Dreamscapes (2001)
- Meditations – on The Seven Last Words of Our Saviour from the Cross (2002)
- Epitaph V: Winter Music (Leningrad) (2002)
- Club Europe – Tour for Band (2002)
- Summer Nights (2002)
- From Kitty Hawk to the Stars (2002)
- Chivalry – Symphonic Tone Poem for Brass/Wind & Percussion (2003)
- Cabaret Concerto (2003)
- Albion Dances (2003/04)
- A Processional Service for the Souls of the Dead (2003)
- Elegy for ‘Checkpoint Charlie’ (2003)
- Neapolitan Serenade (2004/05)
- The Legend of the Flying Dutchman – Sinfonia Dramatica (Sinfonia No. 3) (2005)
- River Dances (2005)
- The Cries of London (2005)
- Terra Australis (2005)
- Tales from Andersen (2005)
- Commemorations (2006/07)
- Epitaph VI: Phoenix Rising (Coventry/Dresden) (2006)
- Elgar Variations (2006)
- The Canticle of the Sun (2006)
- Songs without Words (2005/07)
- Mass of St Thomas Aquinas (2006/07)
- Baritone Concerto (2007/08)
- Malcolm Arnold Variations (2007/08)
- Cinnamon Concerto (2008)
- Epitaph VII: Memento (Terezin) (2008)
- Two Peninsular Marches – No. 1: Salamanca No. 2: Vitoria (2008)
- Royal Windsor Portraits (2009)
- HMS Charity - Concert March (2009)
- Earthrise (2009)
- A Norfolk Rhapsody (2009)
- Elizabethan Masquerade (2009)
- A Little Symphony of English Carols (Sinfonia No. 4) (2009)
- (Sinfonia No. 5) (2010)
- Gethsemane – A Dramatic Narrative (2010)
- Tuba Sonata (2009/10)
- A Soliloquy for Solferino (2011)
- Excursions (Diversions on a Rhythm) (2011)
- Eternal - Symphonic Elegy No. 2 for Brass & Percussion (2011)
- Cornet Concerto (2011)
- Trombone Sonata (2011/12)
- Dunham Dances (2012)
- Cane River Murals (2012)
- Electra (2012)
- Two Altrincham Threnodies (2012)
- A 'Silent Movie' Suite (2013)
- Euphonium Sonata (2013)
- St Mark's Suite (2013/15)
- Amphibiosity (2013)
- A Man For All Seasons (2013/14)
- An Eternal Sunset by Land and Sea (2014)
- Roman Trilogy (2014)
- Epitaph VIII: Changi Murals (Singapore) (2014)
- Four Bowdon Portraits (2014)
- 'For Valour' (2014)
- The Four Elements (Partita) (2014)
- Gallipoli '100' - An Anniversary Tribute (2014/15)
- Gallipoli '100' March (2014/15)
- An Eternal Sunset (2015)
- Waterloo '200' - A Commemorative Suite (2015)
- Sinfonia Aqua (Six Water Divertimenti In Memoriam) (Sinfonia No. 6) (2015)
- A Bridgewater Serenade (2015)
- Symphony in Five Movements (Sinfonia No. 7) (2016/17)
- Paris Portraits (Images for Band) (2016/17)
- Maze Mirrors (A Sonata for Viola & Piano) (2017)
- Five Manx Romances (2017)
- Gallipoli '100' Suite (2017)
- Oboe Sonata (2017)
- Canti di Colore (A Sonata for Violin & Piano) (2018)